# Jerome Hall
Jerome Hall (4 de fevereiro de 1901 – 2 de março de 1992) foi um jurista e acadêmico Americano. É mais conhecido por seu trabalho pioneiro interdisciplinar de análise jurídica. Através de seu trabalho com o Departamento de Estado dos Estados Unidos, ele ofereceu conselho a diversos países enquanto re-escreviam seus códigos legais.

## Infância e Educação
Hall nasceu em 1901 e cresceu em Chicago, Illinois. Ele estudou na Universidade de Chicago e ganhou a bolsa Fulbright, obtendo seu bacharelado em filosofia e direito. Ele se graduou da faculdade de direito com honras, em 1923.

## Carreira
Hall tornou-se membro da ordem dos advogados de Illinois em 1923, e começou sua carreira como advogado praticando direito societário em Chicago, de 1923 a 1929. Ainda durante esta fase inicial de sua carreira, seu fascínio pelo ensino manifestava-se, e ele começou a dar aulas de discurso público e de direito empresarial na Universidade de Indiana em Gary, Indiana.
Essas primeiras experiências como professor promoveram uma paixão pelo ensino, e em 1929, ele abandonou sua carreira como advogado para dar aulas em tempo integral na Universidade de Dakota do Norte de 1929 a 1932. De 1932 a 1934 ele deu aula como fellow especial na Universidade de Columbia, obtendo o seu Doutorado em Direito (Jur.Pb.D.) no ano de 1935. De 1934 a 1935, ele deu aulas como fellow pesquisador na Faculdade de Direito de Harvard, obtendo seu grau de Doutor em Ciências Jurídicas (S. J. D.), em 1935. Em seguida, ele se mudou para a Louisiana State University, e lecionou como professor de direito de 1935 a 1939, antes de voltar para Indiana. Hall passou a maior parte de sua carreira profissional como professor de direito na Universidade de Indiana, Bloomington, de 1939 a 1970. Após aposentar-se aos 65 anos, ele foi convidado para se juntar ao estimado Sixty-Five Club (Clube dos sessenta e cinco) na Universidade da Califórnia em Hastings, onde continuou a dar aulas até 1986.

## Estudos
Hall foi um acadêmico renomado do direito comparado, direito penal e da jurisprudência. Ele foi um dos primeiros estudiosos a analisar os problemas jurídicos através de uma abordagem interdisciplinar. Publicou o seu primeiro livro, Theft, Law and Society, em 1935; mesmo assim, sua abordagem interdisciplinar da análise jurídica pode ser visto como tendo: "Um grande efeito; o estímulo do pensamento ao longo de todos os campos de estudo aliados.... O autor percebe que o crime é um comportamento. Se aqueles que defendem a individualização das penas e aqueles que são céticos da individualização da punição lerem este capítulo, eu acho que vai haver muito mais sentido na escrita e na fala sobre este assunto." Em uma de suas obras mais conhecidas, Princípios Gerais de Direito Criminal, Hall desenvolveu o conceito único da mens rea, , princípio comum do direito, hoje considerado como um elemento crítico na prova de culpabilidade de um crime. Readings in Jurisprudence (Leituras da Jurisprudência), publicado pela primeira vez em 1938, teve várias edições e foi popular tanto nos Estados Unidos quanto na Inglaterra. Suas obras sobre a teoria do direito penal tornaram-se conhecidas entre os estudiosos. "O Professor Hall acrescentou mais livros à sua já longa lista de ilustres publicações. "Estudos de Jurisprudência da Teoria Penal" não é um segmento de trabalho auto-contido, mas, em vez disso, uma interseção transversal de obras, e não de qualquer acadêmico, mas de um incomum pensador original. Além disso, os assuntos que se juntaram neste livro raramente foram combinados neste país. O resultado desta compilação foi uma nova área de investigação, a teoria criminal." No final de sua carreira, Hall passou a se interessar mais pela relação entre o direito e a religião, e ele passou a se envolver com a Escola de Divindade de Harvard (Harvard Divinity School) e Escola de Religião Pacífica de Berkeley, falando e escrevendo sobre o tema. Através deste novo interesse, ele foi convidado para ser um dos membros fundadores da Seção de Direito e Religião da Associação Americana de Faculdades de Direito, e foi o primeiro diretor do Conselho de Religião e Direito, uma organização sem fins lucrativos que surgiu de uma série de debates e conferências em Harvard, na década de 1970. Uma bibliografia completa de suas obras pode ser encontrado no site da bilblioteca Jerome Hall.

## Contribuições Profissionais
Hall fez contribuições significativas à comunidade jurídica global ao longo de sua carreira. Ele era membro ativo de várias organizações profissionais. Atuou, inclusive, como presidente e editor da Série Moderna de Filosofia Jurídica de 1940 a 1956, e ocupou as presidências simultâneas da Sociedade Americana de Filosofia Política e Jurídica e da Seção Americana da Associação Internacional de Filosofia Jurídica e Social de 1965-66. Em 1954, Hall foi um dos dois Americanos convidados pelo Departamento de Estado dos EUA para ir à Coréia para ajudar o país a reconstruir os seus sistemas legais. Ele passou sete semanas na Coréia, e em seguida foi ao Japão, à Índia, e finalmente às Filipinas, para continuar seu trabalho. Foi nomeado diretor honorário do Instituto Coreano de Direito em 1955. O Departamento de Estado o pediu, em 1968,  uma série de palestras em toda a Ásia como um "líder especialista" do Departamento de Estado dos EUA. Ele aconselhou a Índia sobre a reconfiguração de seu código penal durante esta viagem.
As palestras internacionais de Hall não terminaram com seu envolvimento no Departamento de Estado dos EUA. Ele ocupou vários postos prestigiados de professor em universidades de todo o mundo, inclusive na Universidade de Londres e na Universidade de Queen, em Belfast, de 1954 a 55; na Fundação Ford, em 1960, que o mandou para o México e vários países da América do Sul; na Universidade de Freiburg em 1961; e um posto de professor de direito comparado na Europa Ocidental de 1961 a 1962.
Os elogios a Hall eram amplos dentro dos Estados Unidos. Ele recebeu o Prêmio Memorial Frederic Bachman Lieber de ensino da Universidade de Indiana, em 1956; Hall foi o segundo destinatário desta premiação, e foi o único professor de direito na Universidade de Indiana a recebê-lo. Ele alcançou a melhor classificação de distinto professor na Universidade de Indiana, em 1957. Após a sua aposentadoria, ele foi convidado para participar do prestigiado Sixty-Five Club, na Universidade da Califórnia, que é um clube de ilustres professores de direito convidados para continuar o seus processos de ensino e suas atividades acadêmicas após suas aposentadorias.

## Prêmios e distinções
Hall recebeu vários doutorados honorários em direito ao longo da carreira: da Universidade da Dakota do Norte, em 1958, da Academia Chinesa em Taipei, em 1968, e da Universidade de Tübingen, em 1978. Além disso, ele foi presenteado com a Ordem de São Francisco da Universidade de São Paulo, no Brasil, e foi nomeado presidente honorário da Associação Latino-Americana de Sociologia. Tornou-se membro honorário da ordem dos advogados de Arequipa, no Peru, e da Bolívia, em 1960. Em 1976, ele se tornou o primeiro destinatário do Prêmio de Distinto Professor da Fundação 1066. Em 1986, ele se tornou um membro honorário da Sociedade Americana de Política e Filosofia Jurídica. Ele foi uma das 25.000 pessoas cuja biografia apareceu na primeira edição do Who's Who in the World (1972).

## Vida pessoal
Em 1940, Hall casou-se com Marianne Adele Cowan, uma atriz de Fort Wayne, Indiana. Classicamente treinada na Academia Real de Arte Dramática em Londres, Marianne tinha atuado em Nova York, Filadélfia e no Canadá. Ela morreu em 1980. Eles tiveram uma filha, Heather, que se tornou professora.

## Legado
Jerome Hall morreu em 1992. Suas obras continuam a ter influência, citadas regularmente no mundo acadêmico até hoje. A Universidade de Indiana continua o trabalho interdisciplinar de Hall na análise de problemas jurídicos, reunindo estudiosos de departamentos e escolas de todo o campus para se envolver em projetos colaborativos de pesquisa e de estudo. Em 2015, Lowell E. Baier, um 1964 pós-graduado pela Indiana University School of Law em Bloomington, Indiana, e ex-aluno e assistente de pesquisa de Hall, fez uma doação substancial para a faculdade de direito e teve a biblioteca de direito renomeada Jerome Hall Law Library, em homenagem ao seu professor e mentor.